# Agnisyrphus
Agnisyrphus là một chi ruồi trong họ Syrphidae.